# Чахлъу
Вижте пояснителната страница за други значения на Чахлъу.
Чахлъу (на румънски: Ceahlău) е планински масив в североизточната част на Румъния, историческата област Молдова.
На север Чахлъу граничи с долината на река Бистричоара, на юг – с тази на река Биказ, на изток – с тази на река Молдовска Бистрица и на запад – с тези на Бистра, Пинтик и Жидан. Представлява поредица от радиални ридове, високи около 1000 до 1300 м. Най-високата точка на Чахлъу е връх Голям Околаш (1907 м), следван от Тоака (1904 м). Наблизо се намират град Биказ и езерото Изворул Мунтелуй.
Счита се, че планината е била свещена за даките, античното население на Румъния. Днес тя присъства в популярната легенда за Баба Докия, еквивалент на българската Баба Марта. Поради това е известна и като „Румънския Олимп“. В герба на окръг Нямц планата е представена в долната част на лявата половина (синистер).
Румънският хронист Димитрие Кантемир описва Чахлъу в труда си Descriptio Moldaviae (Описание на Молдова) по следния начин:
| „ | Ако стане дума за легенди, тя е известна колкото Олимп, Пинд и Пелий. Намира се в Нямц, недалеч от изворите на Тазлъу и в средата ѝ се издига връх, покрит с вечни снегове, но те са малко, защото върхът все едно се извисява над снежни облаци. От този връх, който се извисява като кула, изтича поток с чиста вода, който шумно тече по стръмните скали. (...) И на върха се различава статуя, висока около 5 лакътя, прилична на старица със стадо от двадесет овце, и там има речни извори. Никой не знае дали статуята е дело на природата или на умел скулптор. Тя няма основи, издигната е направо от скалите. | “ |